# Алгебра (теорія множин)
Алгебра множин в теорії множин — непорожня система підмножин деякої множини {\displaystyle X}, замкнена щодо операцій доповнення (різниці) і об'єднання (суми).

## Визначення
Сім'я {\displaystyle {\mathfrak {A}}\subset 2^{X}} підмножин множини {\displaystyle X} (тут {\displaystyle 2^{X}} — булеан) називається алгеброю, якщо:
1. {\displaystyle \varnothing \in {\mathfrak {A}}.}
2. Якщо множина {\displaystyle A\in {\mathfrak {A}}}, то і її доповнення {\displaystyle X\setminus A\in {\mathfrak {A}}.}
3. Об'єднання двох множин {\displaystyle A,B\in {\mathfrak {A}}} також належить {\displaystyle {\mathfrak {A}}.}

## Зауваження
- За означенням, якщо алгебра містить множину {\displaystyle A}, вона містить і її доповнення. Об'єднанням {\displaystyle A} з її доповненням є вихідна множина {\displaystyle X}. Доповненням до множини {\displaystyle X} є порожня множина. Це означає, що множина {\displaystyle X} і порожня множина містяться в алгебрі за означенням.
- Зважаючи на властивості операцій над множинами, алгебра множин також є замкнутою щодо операцій перетину і симетричної різниці двох множин.
- Алгебра множин є прикладом алгебри з одиницею, де операцією «множення» є перетин множин, а операцією «додавання» є симетрична різниця.
- Якщо вихідна множина {\displaystyle X} є простором елементарних подій, то алгебра {\displaystyle {\mathfrak {A}}} називається алгеброю подій — ключове поняття теорії ймовірностей та пов'язаних з нею математичних дисциплін, що має унікальну інтерпретацію та відіграє самостійну роль у математиці.

## Алгебра подій
Алгебра подій (в теорії ймовірностей) — алгебра підмножин простору елементарних подій {\displaystyle \Omega }, елементами якого є елементарні події.
Як і належить алгебрі множин, алгебра подій містить неможливу подію (порожня множина) і замкнута щодо теоретико-множинних операцій, для скінченної кількості множин . Достатнь вимагати, щоб алгебра подій була замкнута щодо двох операцій, наприклад, перетину і доповнення, з чого відразу випливає її замкнутість щодо будь-яких інших теоретико-множинних операцій. Алгебра подій яка є замкнутою щодо теоретико-множинних операцій, із зліченною кількістю множин, називається [сигма-алгебра|сигма-алгеброю]] подій.
У теорії ймовірностей зустрічаються такі алгебри і сигма-алгебри подій:
- алгебра скінченних підмножин {\displaystyle \Omega };
- сигма-алгебра зліченних підмножин {\displaystyle \Omega };
- алгебра підмножин {\displaystyle {\mathbb {R} }^{n}}, утворена об'єднаннями скінченної кількості інтервалів;
- сигма-алгебра борелівських підмножин топологічного простору {\displaystyle \Omega }, тобто найменша сигма-алгебра, що містить всі відкриті підмножини {\displaystyle \Omega };
- алгебра циліндрів у просторі функцій та сигма-алгебра, ними породжена.

Подія {\displaystyle A+B} або {\displaystyle A\cup B}, яка полягає в тому, що з двох подій {\displaystyle A} і {\displaystyle B} відбувається принаймні одна, називається сумою подій {\displaystyle A} і {\displaystyle B}.
Ймовірнісний простір — алгебра подій із заданою функцією ймовірності {\displaystyle \mathbb {P} }, тобто сигма-адитивною скінченною мірою, областю визначення якої є алгебра подій, де {\displaystyle \mathbb {P} (\Omega )=1}.
Будь-яка сигма-адитивна ймовірність на алгебрі подій однозначно продовжується до сигма-адитивної ймовірності, визначеної на сигма-алгебрі подій, породженої даною алгеброю подій.